# James Wilson (Leichtathlet)

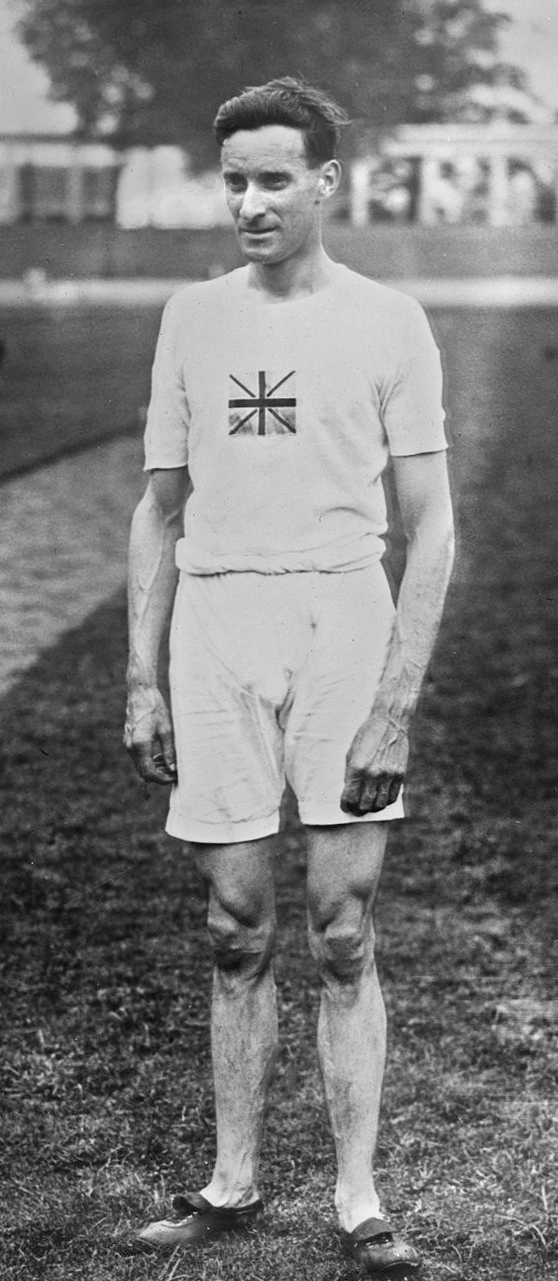
James Wilson, 1920

James Wilson (* 2. Oktober 1891 in Windsor; † 1973 in Brent, Greater London, Großbritannien) war ein britischer Langstreckenläufer, der in der Zeit während und nach dem Ersten Weltkrieg erfolgreich war. Er gewann zwei olympische Medaillen.
Siebenmal gewann er in Folge – 1914 bis 1920 – die schottische Meisterschaft über vier Meilen und 1920 zusätzlich über zehn Meilen. An britischen Meisterschaften nahm er jedoch kein einziges Mal teil.
Beim Cross der Nationen (der zwischen 1915 und 1919 kriegsbedingt ausfiel) startete Wilson insgesamt fünfmal: Einmal für das Vereinigte Königreich (1914) und viermal für Schottland (1920, 1921, 1924 und 1925). Seine große Stunde schlug 1920 in Belfast, wo er in 55:06 Minuten die Goldmedaille gewann.
Bei den Olympischen Spielen 1920 in Antwerpen startete Wilson über 10.000 m sowie im Crosslauf. Über 10.000 m gewann er seinen Vorlauf in 33:40,2 min und ließ dabei Paavo Nurmi hinter sich. Im Finale war der Finne jedoch nicht zu schlagen und siegte in 31:45,8 min. Auch den Franzosen Joseph Guillemot, der in 31:47,2 min ins Ziel kam, musste Wilson ziehen lassen. Seine Bronzemedaille in 31:50,8 Min. war jedoch ungefährdet – der viertplatzierte Augusto Maccario aus Italien hatte über 11 Sekunden Rückstand. Auch im Cross hieß der Sieger Paavo Nurmi (27:15,0 min). Wilson brauchte für die 8 km lange Strecke eine halbe Minute länger (27:45,2 min) und erreichte das Ziel mit gut 12 Sekunden Rückstand auf Nurmis Landsmann Heikki Liimatainen als Vierter von insgesamt 47 Teilnehmern. Ohne Medaille sollte er dennoch nicht bleiben: In der Mannschaftswertung kam das britische Team, für das Wilson startete, hinter Finnland auf Platz zwei und gewann Silber.
James Wilson war 1,73 m groß und wog 60 kg. Er startete für die Slough Harriers und war von Beruf Maschinenbauingenieur.

## Bestleistungen
- 1 Meile: 4:28,0 min, 1915
- 4 Meilen: 20:22,4 min, 1920
- 6 Meilen: 30:45,0 min, 1920
- 10.000 m: 31:50,8 min, 1920
- 10 Meilen: 52:04,4 min, 1920